# Pukekohe
Pukekohe ist eine ehemals eigenständige Stadt im Stadtgebiete des Auckland Council auf der Nordinsel von Neuseeland. Bis Ende Oktober 2010 gehörte Pukekohe zum Franklin District, der mit Wirkung zum 1. November 2010 im Zuge der Neuordnung des Großraum Auckland in den Auckland Council eingemeindet wurde.

## Namensherkunft
Der Name der Stadt wurde einem gleichnamigen Hügel südlich der Stadt entlehnt. In der Sprache der Māori bedeutet „puke“ Hügel und „kohe“ von „Kohekohe“ abgeleitet, eine neuseeländische Baumart (Dysoxylum spectabile).

## Geographie
Die Stadt befindet sich rund 42 km südsüdöstlich des Stadtzentrums von Auckland und rund 70 km nordnordwestlich von Hamilton, am nördlichen Rand der Ebene des Waikato River, der rund 8 km südlich seinen Weg nach Westen zur Tasmansee sucht.

## Bevölkerung
Zum Zensus des Jahres 2013 zählte die Stadt 19.920 Einwohner, 18,8 % mehr als zur Volkszählung im Jahr 2006.

## Wirtschaft
Die in den 1860er Jahren gegründete Stadt war das ländliche Verwaltungs- und Wirtschaftszentrum des ehemaligen Franklin District. Heute lebt die Stadt bevorzugt vom Gemüseanbau und der Milchwirtschaft. Entsprechend befinden sich auch verarbeitende Betrieb und Unternehmen, die Bedarfsgüter für die Landwirtschaft herstellen und handeln, in der Stadt.

## Infrastruktur

### Straßenverkehr
Durch Pukekohe führt der New Zealand State Highway 22, der die Stadt nach Norden hin bei Drury an den New Zealand State Highway 1 und damit an Auckland anbindet und nach Süden hin über Tuakau in das in der Region Waikato liegenden Bergland führt.

### Schienenverkehr
Der Bahnhof von Pukekohe liegt an der North Island Main Trunk Railway, die Wellington im Süden mit Auckland im Norden verbindet. Nördlich der Stadt zweigt von dieser Strecke die Mission Bush Branch zum Stahlwerk der New Zealand Steel nach Glenbrook ab. Von dieser Strecke wiederum zweigt eine Strecke nach Waikuku ab, auf der die Glenbrook Vintage Railway eine Museumsbahn betreibt.

### Bildungswesen
Die Stadt besitzt zahlreiche Bildungseinrichtungen. Neben verschiedenen Primary Schools besitzt sie mit der Pukekohe High School eine weiterführende Schule, die im Jahr 1915 in den Klassen 9 bis 15 insgesamt 1578 Schüler hatte.

## Sport
Auf dem Pukekohe Park Raceway, der sich im Südosten der Stadt befindet, werden Pferderennen und Motorsport-Veranstaltungen durchgeführt.

## Persönlichkeiten
- John da Silva (1934–2021), Ringer und Boxer
- Jamie Richards (* 1957), Radrennfahrer
- Ben Fouhy (* 1979), Kanute